# Stadtverkehr Pforzheim

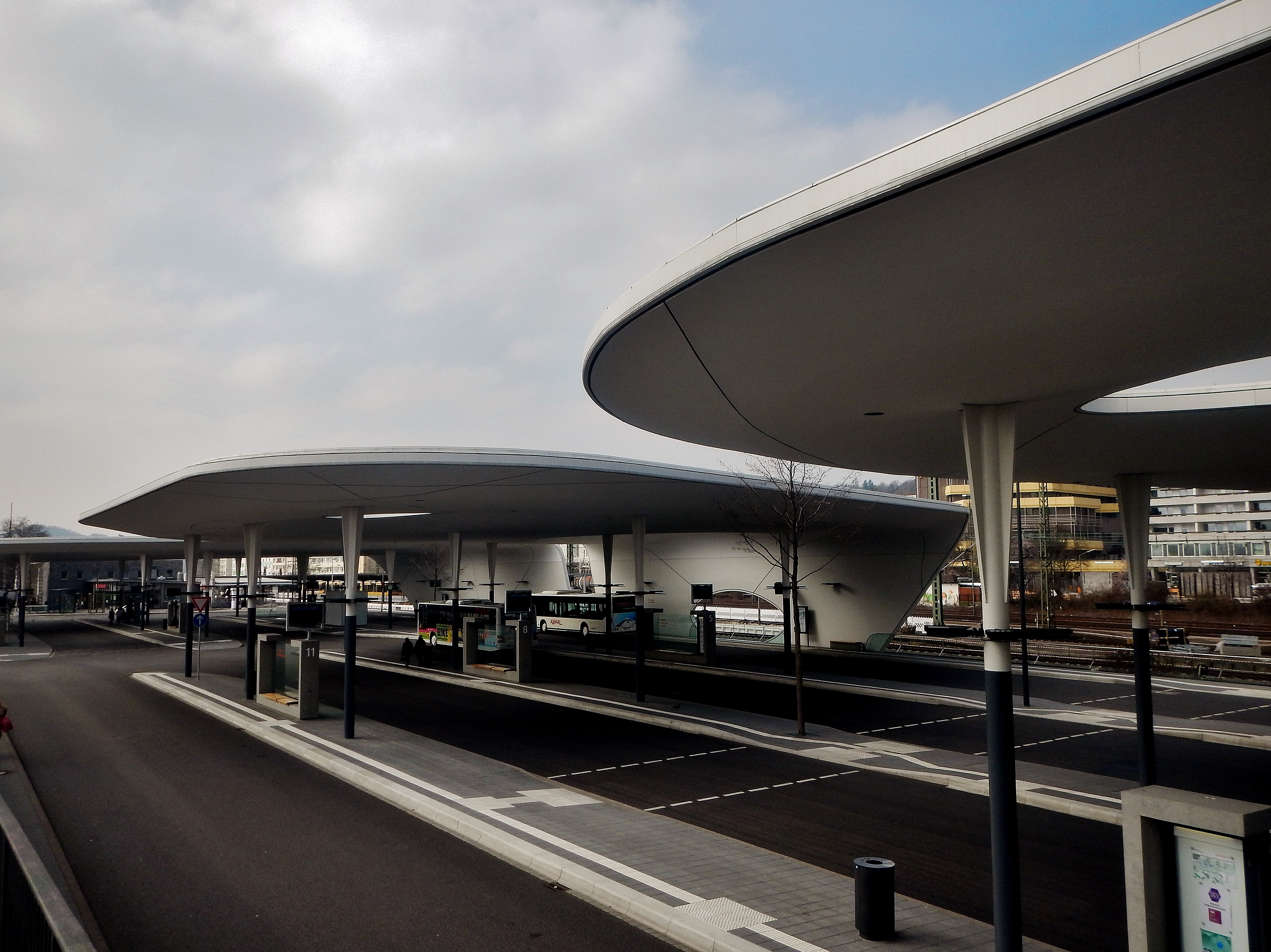
Der Busbahnhof Pforzheim, Startpunkt der meisten Stadtverkehrslinien

Der Stadtverkehr Pforzheim (Marketingname Pforzheimfährtbus) wird von Südwestbus betrieben, einer Tochter der DB Regio AG. In der aktuellen Laufzeit von 2016 bis 2026 fallen darunter in Pforzheim 17 Linien (1–7, 9–11, 16, 17, 41–43, 741 & 742), wobei die Linie 2 mit zahlreichen Bussen des Busunternehmens Eberhardt betrieben wird; außerdem fährt Omnibusverkehr Engel GmbH mit 11 Bussen ein paar Kurse im Stadtverkehr.
Südwestbus betreibt einen eigenwirtschaftlichen Verkehr, das heißt: Südwestbus finanziert alles aus eigener Hand und kommt ohne Zuschüsse aus. Damit hat Südwestbus 2015 die Vergabe für den Stadtverkehr gewonnen, da eigenwirtschaftlicher Verkehr gemäß Personenbeförderungsgesetz (PBefG) eine höhere Priorität hat.
Der Stadtverkehr ist in den Verkehrsverbund Pforzheim-Enzkreis (VPE) integriert.

## Geschichte
Die Stadtverkehr Pforzheim GmbH & Co. KG (SVP) war bis Ende 2016 der Betreiber des Pforzheimer Stadtverkehrs. Sie befuhr 14 Linien (1–11, 41–42 & 63) und besaß noch die Linien 720, 741 & 742, die aber von Engel (720) & Klingel (741/742) befahren wurden.
2006 wurden die städtischen Verkehrsbetriebe teilprivatisiert und gingen für zehn Jahre zu 51 % an die Veolia Verkehr GmbH (seit 17. März 2015 Transdev GmbH). Rückwirkend zum 1. Januar stieg Veolia 2014 vorzeitig aus der Beteiligung aus.

## Linien seit dem 12. Dezember 2021
| Linie | Linienweg | Linienweg                                                                   | Grundtakt (Mo–Fr)          | Grundtakt (Mo–Fr)          | Grundtakt (Sa)                           | Grundtakt (Sa)                           | Grundtakt (So)                | Grundtakt (So)                |
| ----- | --- | --------------------------------------------------------------------------- | -------------------------- | -------------------------- | ---------------------------------------- | ---------------------------------------- | ----------------------------- | ----------------------------- |
| 1     | Arlinger – Brötzingen – Leopoldplatz – Enzauenpark                                                            | – Eutingen Nägelishälden                                                    | 15 min                     | 30 min                     | 15 min                                   | 30 min                                   | 30 min                        | 60 min                        |
| 1     | Arlinger – Brötzingen – Leopoldplatz – Enzauenpark                                                            | – Eutingen Gartenstadt                                                      | 15 min                     | 30 min                     | 15 min                                   | 30 min                                   | 30 min                        | 60 min                        |
| 2     | Sonnenhof – Sonnenberg – Leopoldplatz – ZOB/Hbf – Redtenbacherstraße                                          | Sonnenhof – Sonnenberg – Leopoldplatz – ZOB/Hbf – Redtenbacherstraße        | 15 min                     | 15 min                     | 15 min                                   | 15 min                                   | 30 min                        | 30 min                        |
| 3     | Dillweißenstein – Kupferhammer – Leopoldstraße – ZOB/Hbf                                                      | – Hängsteig – Buchbusch                                                     | 15 min                     | 30 min                     | 15 min                                   | 30 min                                   | 30 min                        | –                             |
| 3     | Dillweißenstein – Kupferhammer – Leopoldstraße – ZOB/Hbf                                                      | – Hängsteig                                                                 | 15 min                     | –                          | 15 min                                   | –                                        | 30 min                        | 60 min                        |
| 4     | ZOB/Hbf – Leopoldstraße – Sedanplatz – Schmuckmuseum – Würm – Huchenfeld                                      | ZOB/Hbf – Leopoldstraße – Sedanplatz – Schmuckmuseum – Würm – Huchenfeld    | 30 min                     | 30 min                     | 30 min                                   | 30 min                                   | 60 min                        | 60 min                        |
| 41 1  | ZOB/Hbf – Leopoldstraße – Sedanplatz – Schmuckmuseum – Würm                                                   | ZOB/Hbf – Leopoldstraße – Sedanplatz – Schmuckmuseum – Würm                 | einzelne Fahrten           | einzelne Fahrten           | –                                        | –                                        | –                             | –                             |
| 42 1  | ZOB/Hbf – Leopoldstraße – Sedanplatz – Jahnstraße/Bleichstraße – Huchenfeld                                   | ZOB/Hbf – Leopoldstraße – Sedanplatz – Jahnstraße/Bleichstraße – Huchenfeld | einzelne Fahrten           | einzelne Fahrten           | –                                        | –                                        | –                             | –                             |
| 5     | (Seehaus –) Hochschule/Wildpark – Leopoldstraße – ZOB/Hbf                                                     | – Kreuzsteinalle – Hängsteig                                                | 15 min                     | 30 min                     | 15 min                                   | 30 min                                   | 30 min                        | 60 min                        |
| 6     | Haidach – Klinikum Pforzheim – Leopoldstraße – ZOB/Hbf – Wilferdinger Höhe                                    | Haidach – Klinikum Pforzheim – Leopoldstraße – ZOB/Hbf – Wilferdinger Höhe  | 15 min                     | 15 min                     | 15 min                                   | 15 min                                   | 30 min                        | 30 min                        |
| 7     | Rodrücken – Schwarzwaldstraße – Sedanplatz – Leopoldstraße – ZOB/Hbf                                          | – Hauptgüterbahnhof                                                         | 30 min                     | 30 min                     | 30 min                                   | 30 min                                   | 60 min                        | –                             |
| 7     | Rodrücken – Schwarzwaldstraße – Sedanplatz – Leopoldstraße – ZOB/Hbf                                          | – Heim am Hachel                                                            | 30 min                     | –                          | 30 min                                   | –                                        | 60 min                        | 60 min                        |
| 9     | Birkenfeld (sonntags auch Regelfahrten) – Äußerer Arlinger – Brötzingen – Maihälden – Leopoldplatz – Mäuerach | – Eutingen                                                                  | 30 min                     | 3 Kurspaare                | 30 min (nachmittags 60 min)              | —                                        | 60 min                        | —                             |
| 9r    | Birkenfeld – Äußerer Arlinger                                                                                 | Birkenfeld – Äußerer Arlinger                                               | Rufbus (60 min > Eutingen) | Rufbus (60 min > Eutingen) | Rufbus (60 min bis 14:00 Uhr > Eutingen) | Rufbus (60 min bis 14:00 Uhr > Eutingen) | Rufbus (120 min > Birkenfeld) | Rufbus (120 min > Birkenfeld) |
| 9r    | Mäuerach – Eutingen                                                                                           |                                                                             | Rufbus (60 min > Eutingen) | Rufbus (60 min > Eutingen) | Rufbus (60 min bis 14:00 Uhr > Eutingen) | Rufbus (60 min bis 14:00 Uhr > Eutingen) | Rufbus (120 min > Birkenfeld) | Rufbus (120 min > Birkenfeld) |
| 10    | ZOB/Hbf – Leopoldplatz – Brötzingen – Oberes Enztal                                                           | ZOB/Hbf – Leopoldplatz – Brötzingen – Oberes Enztal                         | 30 min (Vormittags)        | 30 min (Vormittags)        | 30 min                                   | 30 min                                   | 60 min                        | 60 min                        |
| 10    | ZOB/Hbf – Leopoldplatz – Brötzingen – Oberes Enztal                                                           | ZOB/Hbf – Leopoldplatz – Brötzingen – Oberes Enztal                         | 20 min (Nachmittags)       |                            | 30 min                                   | 30 min                                   | 60 min                        | 60 min                        |
| 11    | Wasserturm – Sonnenberg – Brötzingen – Kurze Steig – Wilferdinger Höhe                                        | Wasserturm – Sonnenberg – Brötzingen – Kurze Steig – Wilferdinger Höhe      | 30 min                     | 30 min                     | 30 min                                   | 30 min                                   | 60 min                        | 60 min                        |
| 16    | ZOB/Hbf – Leopoldstraße – Goldschmiedeschule – Haidach                                                        | – Dresdener Straße                                                          | 20 min                     | 40 min                     | 40 min                                   | 40 min                                   | –                             | –                             |
| 16    | ZOB/Hbf – Leopoldstraße – Goldschmiedeschule – Haidach                                                        | – Altgefäll                                                                 | 20 min                     | 40 min                     | 40 min                                   | einmal spät abends gg. 22 Uhr            | –                             | –                             |
| 17    | Heim am Hachel – Hauptgüterbahnhof – ZOB/Hbf – Leopoldplatz – Weiherberg                                      | Heim am Hachel – Hauptgüterbahnhof – ZOB/Hbf – Leopoldplatz – Weiherberg    | 60 min                     | 60 min                     | 60 min                                   | 60 min                                   | –                             | –                             |
| 43    | ZOB/Hbf – Leopoldplatz – Sonnenberg – Büchenbronn                                                             | ZOB/Hbf – Leopoldplatz – Sonnenberg – Büchenbronn                           | 60 min                     | 60 min                     | –                                        | –                                        | –                             | –                             |
| 741   | ZOB/Hbf – Leopoldstraße – Huchenfeld – Hohenwart – Schellbronn                                                | → Neuhausen → Steinegg → Hamberg                                            | 30 min                     | 60 min                     | 60 min                                   | 120 min                                  | 60 min                        | 120 min                       |
| 742   | ZOB/Hbf – Leopoldstraße – Huchenfeld – Hohenwart – Schellbronn                                                | → Hamberg → Steinegg → Neuhausen                                            | 30 min                     | 60 min                     | 60 min                                   | 120 min                                  | 60 min                        | 120 min                       |